# Carlsson Autotechnik
Carlsson Autotechnik — немецкая компания, один из ведущих мировых тюнеров в области стайлинга автомобилей Mercedes-Benz.
Главный офис расположен в Германии в городке Мерциг, что находится практически на границе с Люксембургом и Францией. Компания переехала туда в 1994 году, приобретя поместье Гут Вайзехофф, когда-то принадлежавшее германскому аристократу Константину фон Бризену, и стояло заброшенным с начала XX века. Размеры территории поместья довольно внушительные, порядка 25000 квадратных метров, что позволило разместить и мастерские небольшого производства.
Брат основателя ателье является владельцем тюнинг-ателье Hartge, которое специализируется на стайлинге автомобилей BMW.
Тюнер Carlsson ежегодно представляет свои новинки и суперкары на двух важнейших европейских автосалонах — Франкфуртском и Моторошоу в Эссене.
Основными суперкарами тюнера можно отметить такие новинки, как Carlsson SL 65 AMG Roadster, Carlsson CK63 RS и Carlsson CGL.
Ателье занимается как внешним тюнингом, так и тюнингом силовых агрегатов по принципу «чипа». Помимо этого тюнер располагает собственным «портным» по отделке салона и мультимедии.
Ежегодно компания осуществляет выпуск около 120 автомобилей (комплектующими оснащается около 5000 автомобилей). Имеется развитая дилерская сеть — порядка 40 дилеров по всему миру.
Компания имеет стандартную программу тюнинга для каждой модели. Все операции строго разделены на несколько уровней сложности.
1. Установка колес и глушителей, которую может выполнить каждый из более чем 40 дилеров немецкой компании по всему миру.
2. Чип-тюнинг, установка распределительных валов, деталей подвески и тормозной системы, а также аэродинамических комплектов, требующих окраски в цвет кузова. Эти операции доверяют только самым квалифицированным партнерам, как правило, имеющим в качестве базы фирменный сервис Mercedes-Benz.
3. Тюнинг двигателей с изменением рабочего объёма.

## Собственники и руководство
Крупнейшим держателем акций Carlsson Autotechnik GmbH является известная китайская группа компаний Zhongsheng Group Holdings Ltd с 70 % акций.
Доли распределяются следующим образом среди акционеров регионально (по состоянию на 2012 год):
- 70,0 % Китай
- 30,0 % Другие страны